# Jardín botánico del Quindío
El Jardín botánico del Quindío es un conglomerado de predios rurales en el departamento del Quindío. Su sede principal es el centro de investigación científica y de educación ambiental ubicado en la ciudad de Calarcá; es el primero legalmente constituido en Colombia, fundado en 1978 por Alberto Gómez Mejía, la Organización OIKOS, la Universidad del Quindío y el Club de Jardinería de Armenia.

## Historia

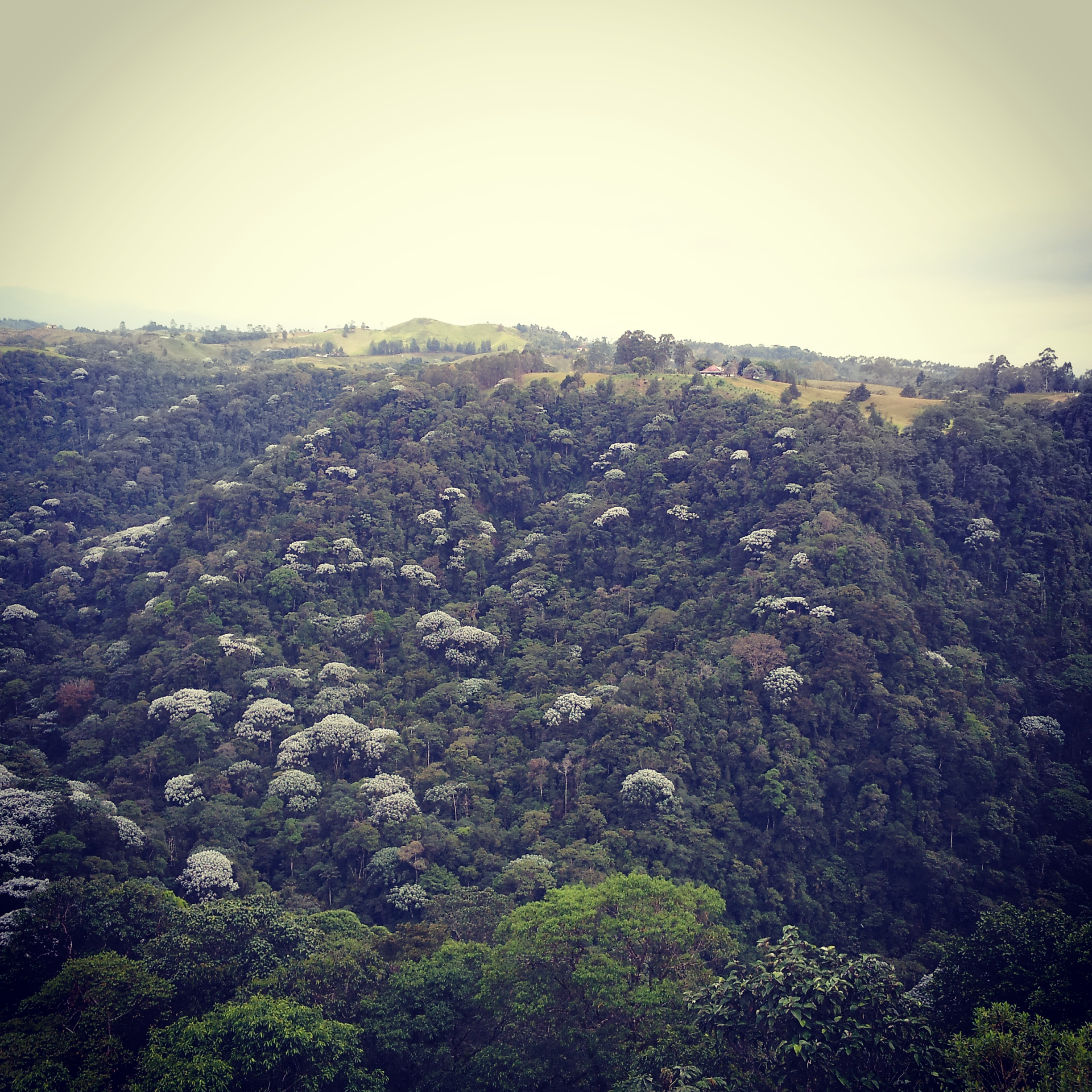
Reserva Forestal de Barbas Bremen en el municipio de Filandia.

El Jardín Botánico del Quindío fue fundado en 1979 por Alberto Gómez Mejía. Participaron miembros de la Organización Oikos y del Club de Jardinería de Armenia, y profesores de la Universidad del Quindío. Se estructuró como una fundación sin ánimo de lucro, y la personería jurídica de organización no gubernamental le fue reconocida por la Gobernación del Quindío el 5 de junio de 1979. Está inscrita en la Cámara de Comercio de Armenia. El Instituto de Investigación de Recursos Biológicos «Alexander von Humboldt» y la Red Nacional de Jardines Botánicos dieron concepto favorable conforme a la ley 299 de 1996 y en consecuencia la Corporación Autónoma Regional del Quindío (CRQ) le otorgó el permiso ambiental el 30 de octubre de 1998, por lo cual se convirtió en el primer jardín botánico del país en quedar debidamente legalizado.
Posteriormente la Corporación Autónoma Regional del Quindío (CRQ) le entregó en comodato al Jardín, ocho hectáreas de bosque natural ubicado en las inmediaciones de Filandia y Circasia, que forman parte de la Reserva Forestal de Barbas Bremen. La Sociedad Bosquinsa hizo lo propio con dos hectáreas adicionales adyacentes. En 1988 se suscribió un convenio de cooperación con la Universidad del Quindío, que fue aprobado el 25 de octubre de ese año. En 1989, los aportes del Departamento Nacional de Planeación (a través de la CRQ); el Departamento del Quindío; el Comité Departamental de Cafeteros y Comité Municipal de Calarcá, ascendieron a COP $58 millones (equivalentes en su momento a US $150.000, aprox.) se adquirió en el municipio de Calarcá un reducto de bosque natural, en donde se encuentra la sede principal de la entidad. El arquitecto Simón Vélez donó los diseños estructurales de la construcción, y en 1990, con la colaboración de la alcaldesa de Calarcá, Ruby García Tobón, y de la Sociedad de Mejoras Públicas, presidida por Ignacio Salgado, se iniciaron las obras.
En 1998, el Ministerio del Medio Ambiente aprobó a través del Fondo Nacional Ambiental con recursos del Banco Interamericano de Desarrollo una partida de $251 millones y posteriormente se cumplió una segunda fase que ascendió a $298 millones. El Fondo para la reconstrucción y desarrollo del Quindío, FOREC, autorizó en 2000 una partida de $405 millones, que se ejecutó casi en su totalidad. El Jardín se abrió al público el 16 de diciembre de 2000 y desde entonces ha ejercido un liderazgo en el ecoturismo regional. Gracias al apoyo de la ciudadanía y a la colaboración de personas y entidades, el Jardín se autosostiene y ha cumplido tareas de asesoría en otros lugares del país en las materias de su especialidad.

## El Mariposario

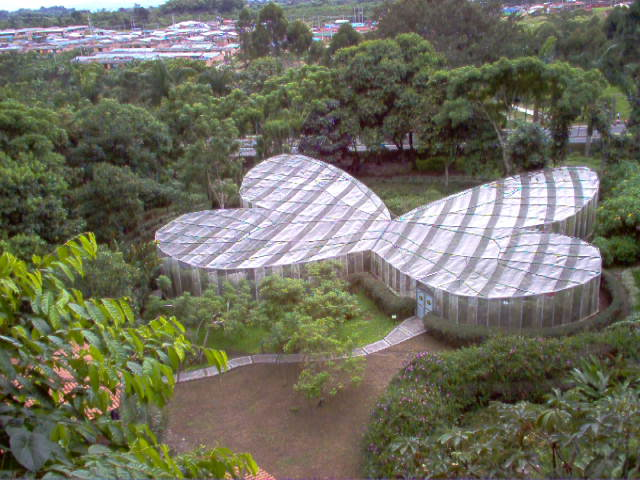
Mariposario del Jardín botánico del Quindío visto desde arriba.

Este jardín tiene una de la más grandes colecciones de mariposas de Colombia en El Mariposario; es un gran vivario al aire libre, es el más completo del planeta y es el hogar de más de 30 especies de mariposas nativas de Colombia, dentro de una estructura de 680 m.

## Galería

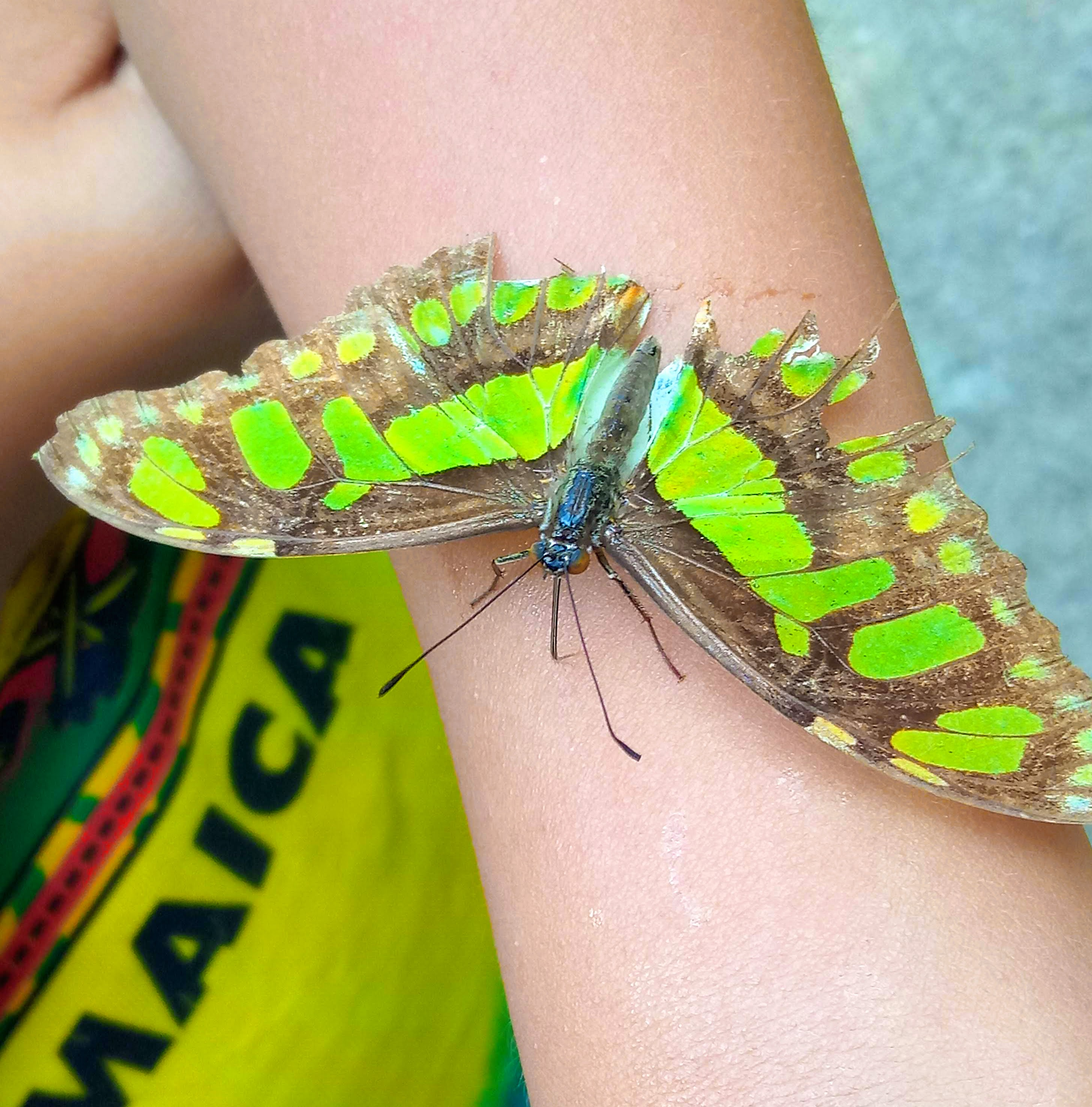
Una Mariposa Malaquita en el Mariposario, sorbiendo chocolate líquido de un brazo.
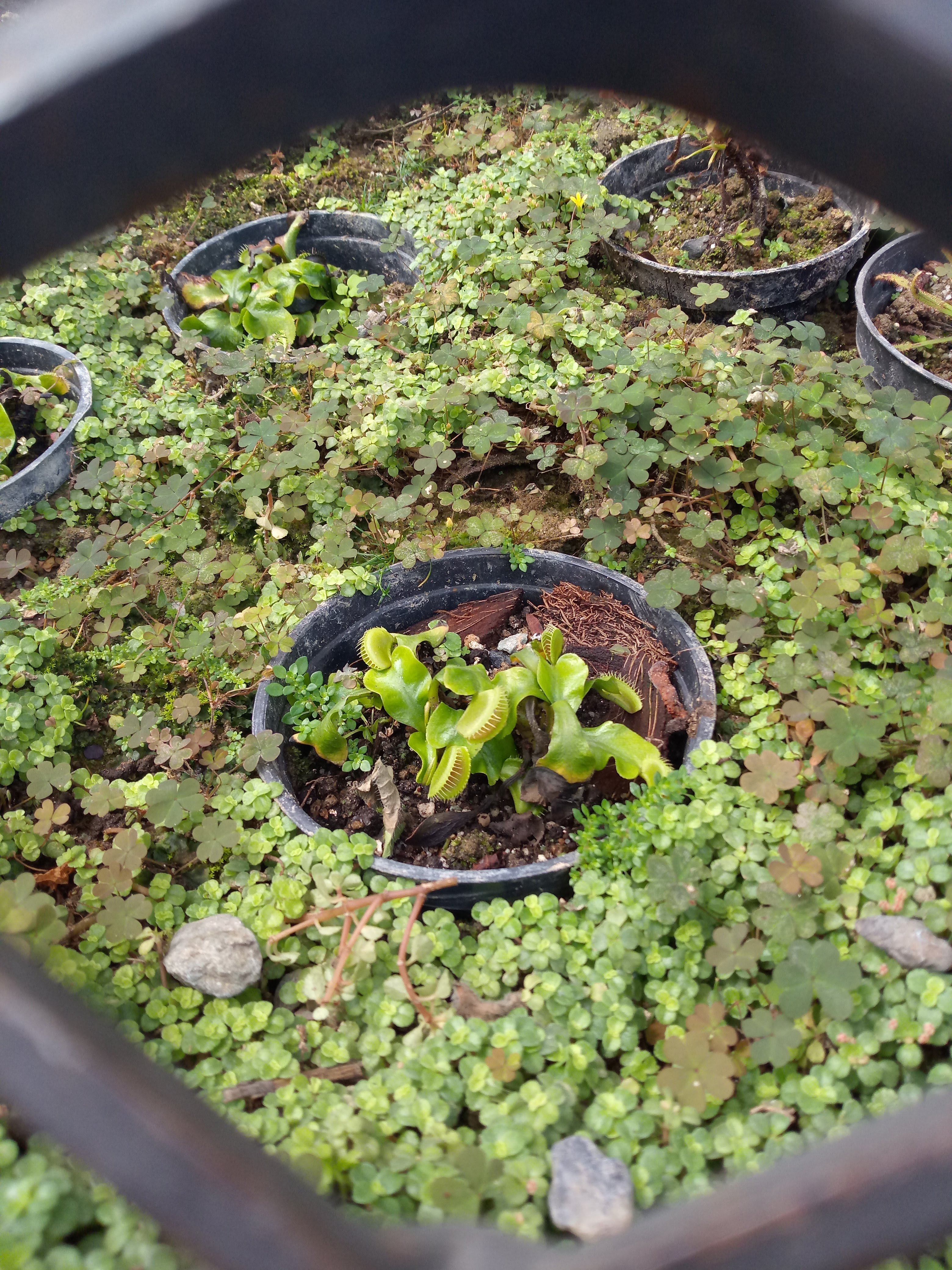
Una planta carnívora en el Jardín Botánico del Quindío.
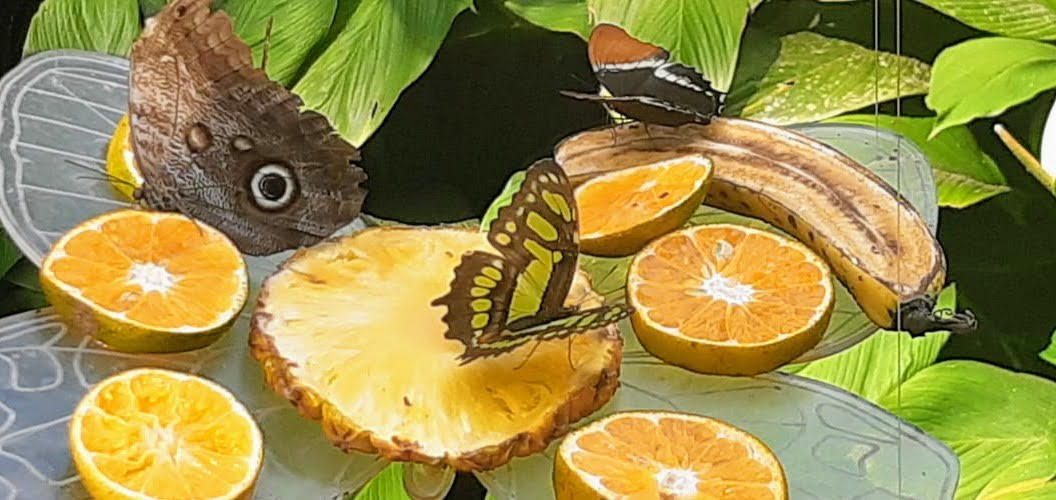
En el Mariposario se unta a los antebrazos de los asistentes con sustancias dulces, como jugo de naranja o chocolate líquido, para atraer a las mariposas y poder sacarles fotografías.